# Paulsen Peak
Paulsen Peak är en bergstopp i Sydgeorgien och Sydsandwichöarna (Storbritannien). Den ligger i den nordvästra delen av Sydgeorgien och Sydsandwichöarna. Toppen på Paulsen Peak är 1 876 meter över havet, eller 723 meter över den omgivande terrängen. Bredden vid basen är 7,2 km. Paulsen Peak ingår i Allardyce Range.
Terrängen runt Paulsen Peak är varierad.  Trakten runt Paulsen Peak är nära nog obefolkad, med mindre än två invånare per kvadratkilometer. Det finns inga samhällen i närheten. Trakten runt Paulsen Peak består i huvudsak av gräsmarker.